# 七星香烟
七星（セブンスター, sebun sutā，旧译作银辉）是日本煙草產業旗下的一个香烟品牌。七星香烟于1969年2月1日推出，是第一支带有木炭过滤嘴的香烟。七星主要在日本销售，也曾經或仍舊在新加坡、奥地利、乌克兰和阿富汗等地销售。   